# 238 Гіпатія
238 Гіпатія (238 Hypatia) — астероїд головного поясу, відкритий 1 липня 1884 року Віктором Кнорре у Берліні.

## Назва
Астероїд був названий на честь давньогрецької вченої, філософки Гіпатії (~350-370 — 415) з Александрії.